# Francka Erjavec
Frančiška Francka Erjavec, slovenska športnica kegljavka, * 11. oktober 1924, Črnuče, † marec 2021
Tekmovala je za ljubljanski kegljaški klub Gradis. 
V letih 1953−1964 je 23-krat nastopila v jugoslovanski kegljaški reprezentanci in sodelovala na 4 svetovnih in 1 evropskem prvenstvu. Leta 1955 je v Essnu v keglanju posamezno s 432 keglji na 100 lučajev postavila svetovni rekord, z ekipo Jugoslavije pa je na svetovnih prvenstvih 1953 in 1955 osvojila drugo, 1962 pa prvo mesto.
Nazadnje je delala v Gradisu. Pokopana je bila 30. marca 2021 na pokopališču v Črnučah.